# Піпін II Молодший
Піпін II Молодший (фр. Pépin; близько 823 — після 25 червня 864, Санліс) — король Аквітанії в 838-852 роках, син Піпіна I, короля Аквітанії, та Рінгарди/Ангельберги.

## Біографія
У 838 році, після смерті короля Аквітанії Піпіна I, аквітанська знать визнала королем його сина, Піпіна II. Але його дід, імператор Людовик I Благочестивий, не визнав королем онука, передавши Аквітанію своєму молодшому синові Карлу. Імператор зажадав, щоб Піпін з'явився в Ахен, однак він відмовився це зробити. У результаті Піпін зберіг контроль над Аквітанією.
841 року Піпін брав участь у битві при Фонтені на боці імператора Лотара I. Піпін II розбив армію Карла II, але інший брат Карла, Людовик II Німецький, розбив армію Лотара. Після поразки Піпін відступив у Аквітанію. Згідно з Верденським договором Аквітанія ввійшла до складу держави Карла II, але Піпін відмовився визнати Карла своїм сюзереном. За підтримки Бернара Септіманського Піпін продовжував опір Карлу.
У 844 році Піпін, позбувшись підтримки страченого Карлом Бернара Септіманського, закликав на допомогу нормандського ярла Оскара, провівши його від Гаронни до Тулузи, і давши можливість розграбувати її. 845 року Піпін визнав Сегуїна з Бордо, який боровся проти гасконського графа Санша II Санше, герцогом Васконії.
847 року ярл Оскар отримав в управління місто Бордо, що викликало невдоволення аквітанців. У результаті, в 848 році аквітанці не підтримали Піпіна II, закликавши на допомогу Карла II. 6 червня Карл коронувався в Орлеані як король Аквітанії. Брат Піпіна, Карл, також пред'явив право на аквітанську корону, але в 849 році він був захоплений і пострижений у ченці.
Піпін продовжував боротьбу проти Карла II до вересня 852 року, коли він потрапив у полон до Санша II Санше, який передав бранця Карлу. За це Санше отримав від Карла титул герцога Гасконі, а Піпін був ув'язнений у монастирі Сен-Медар в Суассоні.
Однак аквітанці знову повстали — цього разу проти Карла Лисого, звернувшись за допомогою до його брата Людовика II Німецького, який відправив у Аквітанію для управління королівством свого сина Людовика III Молодшого. Згодом, Піпіну II вдалося втекти. В 854 році він згуртував навколо себе аквітанців і вигнав Людовика. У відповідь в 855 році королем Аквітанії Карл призначив свого малолітнього сина Карла Молодшого, опікуном над яким був призначений граф Пуатьє Рамнульф I, який отримав титул герцога Аквітанії.
Нормани, що влаштувалися в долині Луари, скориставшись тим, що Карл Лисий був зайнятий боротьбою з Піпіном, розорили Пуатьє, Ангулем, Периге, Лімож, Клермон та Бурж. До них приєднався і Піпін, який брав участь в нападі на Тулузу. Але в 864 році його взяв у полон Рамнульф I. 25 червня 864 року на асамблеї в Пітресі (Верхня Нормандія) Піпін був засуджений до смертної кари, але потім король замінив покарання на взяття під варту, і він був ув'язнений в Санлісі, де нібито помер через деякий час. Після ув'язнення, відомості про нього відсутні.